# Masaki Kō
Masaki Kō (真崎 航 Kō Masaki?,  Morioka, Prefectura de Iwate, 20 de julio de 1983 - Tokio, Japón, 18 de mayo de 2013) fue un actor pornográfico, modelo, bailarín y activista LGBT japonés.

## Biografía
Masaki Fujiwara, más conocido por su nombre artístico Masaki Koh, nació el 20 de julio de 1983 en la ciudad de Morioka, prefectura de Iwate. Ingresó a la industria pornográfica debido a que un amigo suyo era gerente de una compañía de cine para adultos; anteriormente solía trabajar como mánager de modelos femeninas en una agencia de modelos. En 2012, ganó renombre tras aparecer en el video musical How Beautiful You Are de la cantante Ayumi Hamasaki. 
Hasta el momento de su muerte, Kō fue partidario vocal de los derechos LGBT en Japón. Cuando la activista Kanako Otsuji y su pareja Maki Kimura celebraron una boda pública en Tokyo Disneyland en marzo de 2012, comentó que «su maravillosa boda traerá inspiración y esperanza a muchas personas que todavía dudan en dar el primer paso».

### Muerte
A principios de 2013, Kō fue diagnosticado con peritonitis. Durante los meses siguientes se sometió a diversas cirugías y aunque inicialmente pareció mejorar, falleció el 18 de mayo de 2013 como consecuencia de una perforación intestinal, resultado de la peritonitis que padecía. La noticia de su muerte fue anunciada por su novio, Tien Tien, un modelo chino. Tien Tien falleció en 2016 debido a un accidente automovilístico en Seúl, a la edad de 35 años.